# Agelés z Chiu
Ageles nebo Agelés (starořecky Ἀγέλης–Ageles, jiný přepis: Agelés) byl ve starověkém Řecku vítěz olympijských her v boxu dorostenců. Ageles z ostrova Chios zvítězil na olympijských hrách v boxu dorostenců. Datum konání těchto her je neznámé. Dorostenecký box (paidón Pygmy) se v Olympii zavedl na 41. hrách v roce 616 před Kr. Prvním vítězem této disciplíny byl Filotas ze Sybaridy. Starověký řecký cestovatel a spisovatel Pausanias uvádí, že sochu Agelea viděl v posvátném okrsku olympijské Altidy. Autorem sochy byl sochařský mistr Theomnéstos ze Sard.